# François-Emmanuel de Crussol d’Uzès

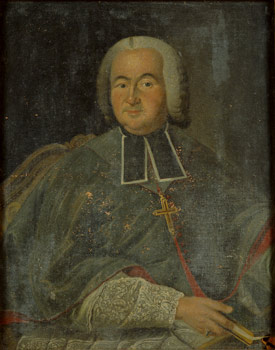
François-Joseph de Crussol d’Uzès d’Amboise

François-Joseph-Emmanuel de Crussol d’Uzès d’Amboise (* 4. Juni 1735 in Paris; † 7. Juni 1789 in La Rochelle) war ein französischer römisch-katholischer Geistlicher und Bischof von La Rochelle.

## Leben
Er war der Sohn des Joseph-Emmanuel, Graf von Amboise aus dem Haus Crussol, einer Adelsfamilie aus dem Languedoc. Sein Onkel François de Crussol d’Uzès war Bischof von Blois und wurde später Erzbischof von Toulouse. Dieser übernahm die Sorge um seinen früh verwaisten Neffen.
De Crussol d’Uzès war Generalvikar im Bistum Angers, bevor er Ende 1767 zum Bischof von La Rochelle erwählt wurde. Die Bischofsweihe spendete ihm am 17. Juli 1768 in der erzbischöflichen Kapelle in Paris der Erzbischof von Paris Christophe de Beaumont du Repaire; Mitkonsekratoren waren Jacques de Grasse, Bischof von Angers, und Germain Chasteigner de la Chasteigneraye, Bischof von Saintes. Er ließ einen neuen Bischofspalast errichten und die 1742 begonnenen Umbauarbeiten an der Kathedrale von La Rochelle weiterführen, so dass die Kathedrale 1784 eingeweiht werden konnte. Seine Opposition gegen das Toleranzedikt von 1787 verärgerte Ludwig XVI.